# Microcharops plaumanni
Microcharops plaumanni là một loài tò vò trong họ Ichneumonidae.